# Vazetje Sigeta grada
Vazetje Sigeta grada (Vazetye Sigetta grada / sloxeno po Barni Charnarutichiu Zadraninu. Gospodinu Barni Charnarutichiu / Peretar (!) Tartaglich Splichianin pisa In Venetia : ad instantia di Rugier d’Alba, 1584.), prvi je hrvatski povijesni ep, izdan 1584. godine u Mletcima, koji opjevava sigetsku bitku i tragičnu pogibiju Nikole Šubića Zrinskog i hrabrih branitelja Sigeta autora Brne Karnarutića. Kao građa za ep poslužila je poznata i tada popularna kronika o sigetskoj bitci Podsjedanje i osvojenje Sigeta Franje Črnka, tajnika i komornika Nikole Zrinskog i jednoga od preživjelih sudionika bitke. 

## O epu
Karnarutićev ep sastoji se od četiri pjevanja, ima 1056 dvostruko rimovanih dvanaesteraca, a u epu se kronološki pripovijedaju tragični događaji od početka opsade pa do pogibije hrabrih hrvatskih branitelja. Pripovjedač dinamično izvješćuje i pripovijeda o zbivanjima težeći epskoj objektivnosti i pridržavajući se načela kompozicije i stila vergilijanske epike. Povijesna zbivanja u epu – opsadu i pobjedu Turaka – pripovjedač tumači kršćansko-moralistički: kao kaznu za kršćanske grijehe.

### Sadržaj
Ep je posvećen sinu sigetskog branitelja Jurju Zrinskom. Priču o zauzeću Sigeta pripovjedač epa počinje predstavljanjem – detaljnim opisom – glavnih sudionika povijesnog događaja: sultana Sulejmana i Nikole Šubića Zrinskog, a zatim nas detaljno izvješćuje o turskoj vojsci. U drugome dijelu pripovijeda se o pripremama turske vojske za napad. U Siget stižu glasovi o turskim vojnim pripremama pa se Zrinski sprema na obranu. Tek u trećem dijelu epa počinje pripovijedanje o tijeku sigetske bitke, koju pripovjedač opisuje kroničarski vjerno. Naraciju katkad prekidaju monolozi ili dijalozi epskih junaka, od kojih su najljepši Nikolini govori vojsci, u kojima se on prikazuje kao hrabar junak, odan rodoljub i dobar kršćanin. Potresno se pripovijeda o prisezi Nikolinih vojnika da će se za kršćansku vjeru boriti do smrti. Slijedi opis prve bitke za Siget, u kojoj se Hrvati hrabro bore, ali turska je vojska mnogobrojnija. U četvrtom dijelu najprije se pripovijeda o smrti starog sultana Sulejmana i o novom vođi Mehmedu-paši Sokoloviću, a zatim o ostalim napadima Turaka na sigetske utvrde i o provali u grad. Zrinski s vojskom izlazi na otvoreno polje i počinje borba prsa o prsa. U oproštajnom govoru s vojnicima Zrinski tursku opsadu objašnjava kaznom za grijehe, za moralne propuste kršćana. Slijedi opis posljednje bitke u kojoj se opisuje neustrašivost i hrabrost Nikole Zrinskog, te ga oni pokopaju u samostanu sv. Jelene blizu Čakovca.

## Izdanja
- 1. izdanje, Mletci, 1584.[2][3]
- 2. izdanje, Mletci, 1639.[2]
- 3. izdanje, 1661. (prir. Petar Fodroci)[3][4][5]
- 4. izdanje, Vazetje Sigeta grada, složeno po Barni Karnarutiću Zadraninu: Uvod i tumač napisao Velimir Gaj, Narodna tiskanica, Zagreb, 1866. (uvod i tumač napisao Velimir Gaj)[6][7]
- Pretisak i kritičko izdanje, Liber, Zagreb, 1971.

## Vanjske poveznice
- Vazetje Sigeta grada  Arhivirana inačica izvorne stranice od 17. ožujka 2016. (Wayback Machine) Digitalizirana baština  Arhivirana inačica izvorne stranice od 17. travnja 2015. (Wayback Machine), Nacionalna i sveučilišna knjižnica u Zagrebu.